# Diócesis de Wamba
La diócesis de Wamba (en latín: Dioecesis Vambaënsis y en francés: Diocèse de Wamba) es una circunscripción eclesiástica de la Iglesia católica en la República Democrática del Congo. Se trata de una diócesis latina, sufragánea de la arquidiócesis de Kisangani. Desde el 17 de enero de 2024 su obispo es Emmanuel Ngona Ngotsi.

## Territorio y organización
La diócesis tiene 68 000 km² y extiende su jurisdicción sobre los fieles católicos de rito latino residentes en partes de las provincias de provincia de Alto Uele, Ituri y de Tshopo.
La sede de la diócesis se encuentra en la ciudad de Wamba, en donde se halla la Catedral de San José.
En 2020 en la diócesis existían 24 parroquias.

## Historia
El vicariato apostólico de Wamba fue erigido el 10 de marzo de 1949 con la bula Evangelizationis inter infideles del papa Pío XII, obteniendo el territorio del vicariato apostólico de Stanleyville (hoy arquidiócesis de Kisangani).
El 10 de noviembre de 1959 el vicariato apostólico fue elevado a diócesis con la bula Cum parvulum del papa Juan XXIII.
El primer vicario apostólico, Joseph-Pierre-Albert Wittebols, fue asesinado junto con otros 250 blancos, en su mayoría belgas, durante la Rebelión simba.

## Estadísticas
Según el Anuario Pontificio 2021 la diócesis tenía a fines de 2020 un total de 247 230 fieles bautizados.
| Año                                                                             | Población            | Población | Población      | Sacerdotes | Sacerdotes    | Sacerdotes    | Bautizados por sacerdote | Diáconos permanentes | Religiosos | Religiosos | Parroquias |
| Año                                                                             | Bautizados católicos | Total     | % de católicos | Total      | Clero secular | Clero regular | Bautizados por sacerdote | Diáconos permanentes | Varones    | Mujeres    | Parroquias |
| ------------------------------------------------------------------------------- | -------------------- | --------- | -------------- | ---------- | ------------- | ------------- | ------------------------ | -------------------- | ---------- | ---------- | ---------- |
| 1950                                                                            | 19 223               | 210 650   | 9.1            | 17         | 1             | 16            | 1130                     |                      |            | 24         | 7          |
| 1969                                                                            | 59 980               | 257 350   | 23.3           | 29         | 17            | 12            | 2068                     |                      | 16         | 14         | 10         |
| 1980                                                                            | 80 300               | 370 000   | 21.7           | 32         | 10            | 22            | 2509                     |                      | 29         | 35         | 16         |
| 1990                                                                            | 130 648              | 623 906   | 20.9           | 39         | 18            | 21            | 3349                     |                      | 33         | 51         | 24         |
| 1997                                                                            | 150 894              | 494 428   | 30.5           | 52         | 26            | 26            | 2901                     |                      | 37         | 53         | 17         |
| 2002                                                                            | 177 161              | 527 895   | 33.6           | 48         | 28            | 20            | 3690                     |                      | 32         | 58         | 17         |
| 2003                                                                            | 171 231              | 509 012   | 33.6           | 47         | 26            | 21            | 3643                     |                      | 36         | 51         | 17         |
| 2004                                                                            | 171 230              | 512 213   | 33.4           | 38         | 21            | 17            | 4506                     |                      | 29         | 46         | 18         |
| 2010                                                                            | 196 000              | 644 000   | 30.4           | 44         | 26            | 18            | 4454                     |                      | 28         | 41         | 19         |
| 2014                                                                            | 174 279              | 577 801   | 30.2           | 47         | 32            | 15            | 3708                     |                      | 19         | 43         | 19         |
| 2017                                                                            | 181 340              | 629 110   | 28.8           | 53         | 35            | 18            | 3421                     |                      | 20         | 40         | 19         |
| 2020                                                                            | 247 230              | 996 120   | 24.8           | 52         | 34            | 18            | 4754                     |                      | 24         | 33         | 24         |
| Fuente: Catholic-Hierarchy, que a su vez toma los datos del Anuario Pontificio. |                      |           |                |            |               |               |                          |                      |            |            |            |

## Episcopologio
- Joseph-Pierre-Albert Wittebols, S.C.I. † (10 de marzo de 1949-26 de noviembre de 1964 falleció)
  - Sede vacante (1964-1968)
- Gustave Olombe Atelumbu Musilamu † (5 de septiembre de 1968-11 de junio de 1990 renunció)
- Charles Kambale Mbogha, A.A. † (11 de junio de 1990-6 de diciembre de 1995 nombrado obispo de Isiro-Niangara)
- Janvier Kataka Luvete, (8 de noviembre de 1996-17 de enero de 2024).
- Emmanuel Ngona Ngotsi, desde el 17 de enero de 2024.